# Bistum Dundee
Das Bistum Dundee (lateinisch Dioecesis Dundeensis, englisch Diocese of Dundee) ist eine in Südafrika gelegene römisch-katholische Diözese mit Sitz in Dundee. 

## Geschichte
Das Bistum Dundee wurde am 23. Juni 1958 durch Papst Pius XII. aus Gebietsabtretungen des Erzbistums Durban sowie der Bistümer Bremersdorp und Lydenburg als Apostolische Präfektur Volksrust errichtet. 
Die Apostolische Präfektur Volksrust wurde am 19. November 1982 durch Papst Johannes Paul II. zum Bistum erhoben und in Bistum Dundee umbenannt. Das Bistum Dundee wurde dem Erzbistum Durban als Suffraganbistum unterstellt.

## Ordinarien

### Apostolische Präfekten von Volksrust
- Christopher Ulyatt OFM, 1958–1969
- Marius Joseph Banks OFM, 1969–1982

### Bischöfe von Dundee
- Michael Rowland OFM, 1983–2005
- Graham Rose, seit 2008